# Якиманское (Московская область)
Якиманское — деревня в Московской области России. Входит в городской округ Солнечногорск. Население — 198 чел. (2010).

## География
Деревня расположена на северо-западе Московской области, в западной части округа, на берегу Истринского водохранилища, примерно в 10 км к юго-западу от центра города Солнечногорска, с которым связана прямым автобусным сообщением. 
В 4 км восточнее проходит Пятницкое шоссе Р111. 
В деревне 13 улиц. 
Ближайшие населённые пункты — деревни Ермолино, Сверчково и Тимошино.

## История
В 1678 году тогда ещё сельцом Стан и соседней деревней Сверчково владели Иван и Сергей Яковлевичи Рагозины.
В 1695—1696 гг. новым владельцем — боярином Фёдором Петровичем Салтыковым — в сельце была построена кирпичная церковь Иоакима и Анны, достроенная в 1730-х годах на средства Евфимия Юрьевича Бахметева и разрушенная в 1930-е годы.

7204 г. марта в 11 день. По указу св. патриарха и по помете на выписке Андрея Денисовича Владыкина, велено новопостроенной церкви Богоотец Иоакима и Анны, которую построил боярин Федор Петрович Салтыков в Дмитровском уезде, в Берендеевском стану, в сельце Станках, на попа с причетники положить дани…— Исторические материалы о церквах и селах XVI—XVIII ст.
В церкви были похоронены Евфимий Юрьевич Бахметев, его дочь Екатерина Ефимовна Якоби (1756—1789) и внучка Дарья (?—1776).
В 1729 году село принадлежало кравчему Василию Фёдоровичу Салтыкову.
В середине XIX века селом Якиманским 1-го стана Клинского уезда Московской губернии владела баронесса Елизавета Александровна Розен, в селе был 1 двор, крестьян 31 душа мужского пола и 33 души женского.
В «Списке населённых мест» 1862 года — владельческое село Клинского уезда по правую сторону Санкт-Петербурго-Московского шоссе, в 18 верстах от уездного города и 13 верстах от становой квартиры, при канале, соединяющем Москву-реку с Волгой, с 5 дворами, православной церковью и 31 жителем (16 мужчин, 15 женщин).
По данным на 1899 год — село Солнечногорской волости Клинского уезда с 26 жителями и частным училищем.
С 1929 года — населённый пункт в составе Солнечногорского района Московского округа Московской области. Постановлением ЦИК и СНК от 23 июля 1930 года округа как административно-территориальные единицы были ликвидированы.
С 1994 до 2006 гг. деревня входила в Обуховский сельский округ Солнечногорского района.
С 2005 до 2019 гг. деревня включалась в Кривцовское сельское поселение Солнечногорского муниципального района.
С 2019 года деревня входит в городской округ Солнечногорск, в рамках администрации которого относится с территориальному управлению Кривцовское.

## Население
| 1852 | 1859 | 1890 | 1899 | 1926 | 1966 | 1998 |
| ---- | ---- | ---- | ---- | ---- | ---- | ---- |
| 64   | ↘31  | ↘24  | ↗26  | ↗62  | ↗177 | ↗179 |
| 2002 | 2010 |      |      |      |      |      |
| ↗184 | ↗198 |      |      |      |      |      |